# Wilson (North Carolina)
Wilson is een plaats (city) in de Amerikaanse staat North Carolina, en valt bestuurlijk gezien onder Wilson County.

## Demografie
Bij de volkstelling in 2000 werd het aantal inwoners vastgesteld op 44.405.
In 2006 is het aantal inwoners door het United States Census Bureau geschat op 47.380, een stijging van 2975 (6.7%).

## Geografie
Volgens het United States Census Bureau beslaat de plaats een oppervlakte van
60,7 km², waarvan 60,3 km² land en 0,4 km² water. Wilson ligt op ongeveer 37 m boven zeeniveau.

## Plaatsen in de nabije omgeving
De onderstaande figuur toont nabijgelegen plaatsen in een straal van 16 km rond Wilson.